# Pedro de Montaigu

Großmeisterwappen Pedros de Montaigu

Pedro de Montaigu, auch Pierre de Montaigu oder Petrus de Monteacuto († 28. Januar 1232) war der fünfzehnte Großmeister des Templerordens.

## Leben
Pierre de Montaigu stammte aus Montaigut-en-Combraille in der Auvergne. Zwischen 1206 und 1212 war er Großpräceptor des Ordens in Aragon und Provence und anschließend „magister citra mare“ (lateinisch: „Meister diesseits des Meeres“, auch „magister cismarinus“ genannt), also Gebieter über die europäischen Besitzungen des Ordens, in Abgrenzung zum Großmeister, der als „magister transmarinus“ (lateinisch: „Meister jenseits des Meeres“) in den Besitzungen des Ordens im Heiligen Land gebot. 1212 hatte er an der siegreichen Schlacht bei Las Navas de Tolosa teilgenommen.
Pedro de Montaigu, so die in Spanien übliche Namensform, nahm am Fünften Kreuzzug (1217–1221) teil und erreichte das Heilige Land vermutlich im Mai 1218 mit einer deutschen Flotte, die im vorangegangenen Herbst bei der Belagerung und Eroberung von Alcácer do Sal geholfen und auf der iberischen Halbinsel überwintert hatte. Das Kreuzzugsheer belagerte ab 1218 die ägyptische Stadt Damiette. Pedro war ein enger Vertrauter des damaligen Templer-Großmeisters Guillaume de Chartres. Während der Belagerung von Damiette war Guillaume verwundet worden und schließlich an einer Infektion gestorben. Nur kurz nach dessen Tod wurde Pedro 1219 zum Großmeister des Templerordens gewählt und übernahm das Kommando über die Truppen der Templer. Im Verlauf der Belagerung bot der Sultan von Ägypten den Kreuzfahrern einen Friedensvertrag und die Rückgabe Jerusalems an. Der päpstliche Legat des Kreuzzugs, Kardinal Pelagius von Albano lehnte es allerdings siegessicher ab, mit den Muslimen zu verhandeln, wobei er auch von Pedro bestärkt wurde. Damiette wurde im November 1219 erobert. Die Kämpfe in Ägypten zogen sich noch zwei Jahre hin, bis die Kreuzfahrer schließlich wieder vertrieben wurden.
Zur gleichen Zeit war sein Bruder Guerin de Montaigu Großmeister des Johanniterordens. Dadurch begünstigt unterhielten die beiden Ritterorden in den folgenden Jahren enge Beziehungen. Sein Bruder Eustorgue de Montaigu war ab 1217 Erzbischof von Nikosia.
Beim zweiten Anlauf des Fünften Kreuzzugs (1228–1229) unter Kaiser Friedrich II. holte dieser die 1219 vergebene Gelegenheit nach und erreichte die Rückgabe Jerusalems von den Muslimen.